# Warm Wet Circles
Warm Wet Circles is een nummer van de Britse progressieve rockband Marillion uit 1987. Het is de derde en laatste single van hun vierde studioalbum Clutching at Straws.
"Warm Wet Circles" gaat over een tienermeisje dat verliefd wordt op een man die haar vervolgens gebruikt, en haar met een gebroken hart achterlaat. Het nummer werd een bescheiden hit op de Britse eilanden, met een 22e positie in het Verenigd Koninkrijk. In Nederland bereikte de plaat de Top 40 of Tipparade niet, maar haalde het wel de 66e positie in de Single Top 100.